# Distrito de Chame
El distrito de Chame es una de las divisiones que conforma la provincia de Panamá Oeste, situado en la República de Panamá. El distrito cuenta con una población de 24.471 habitantes (2010). La capital está situada en la localidad de Chame.

## División político-administrativa
Está conformado por once corregimientos: 
1. Chame.
2. Bejuco.
3. Buenos Aires.
4. Cabuya.
5. Chicá.
6. El Líbano.
7. Las Lajas.
8. Nueva Gorgona.
9. Punta Chame.
10. Sajalices.
11. Sorá.